# Sacandica
Sacandica – miasto w Angoli, w prowincji Uíge.